# Трёхспальная кровать
Трёхспальная кровать (итал. Letto a tre piazze) — итальянская кинокомедия 1960 года режиссёра Стено.

## Сюжет
В день десятилетнего юбилея бракосочетания школьного профессора Пепино Кастаньяно с женой Амалией, ему наконец удаётся уговорить её снять со стены гостиной портрет её первого мужа Антонио ди Козимо, который погиб 20 лет назад на фронте во время войны с СССР. И когда пришли гости, зазвонил звонок и на пороге появился этот самый Антонио, живой и здоровый.

## В ролях
- Тото
- Надя Грэй
- Анджела Луче
- Нико Пепе